# Observatori del Monte Mario
L'Observatori de Monte Mario (Sede di Monte Mario, literalment "lloc de Monte Mario") és un observatori  astronòmic i forma part de l'Observatori de Roma (Osservatorio Astronomico di Roma). Es troba al cim del Monte Mario a Roma, Itàlia.
Aquesta ubicació es va utilitzar com a meridià zero (en lloc del de Greenwich) per als mapes d'Itàlia fins als anys 60.

## Història de l'observatori
L'observatori es va construir el 1923, però només després del tancament dels observatoris Campidoglio i Collegio Romano el 1938, es va inaugurar oficialment i va ser equipat amb instruments d'observació. Però l'inici de la Segona Guerra Mundial va suspendre l'inici del treball científic fins a finals dels anys quaranta. L'observatori té 3 cúpules per a l'observació nocturna i una torre solar amb telescopi integritat. A l'observatori hi ha el museu d'Astronomia Copèrnic. Aquest museu presenta una gran varietat d'eines d'astronomia observacional: binocles, telescopis, sextants, astrolabis, així com esferes armil·lars, terra i globus celestes. L'observatori va dur a terme un treball d'observació actiu des del 1950 fins al 1960. A principis del segle xxi, la torre solar estava en funcionament. El 2009, en honor de l'any de l'astronomia, es va restaurar la torre solar i es van començar a realitzar esdeveniments i excursions.

## Eines d'observació
- Telescopi solar (integritat)

## Àrees de recerca
- Astrometria d'asteroides
- Obres geodèsiques

## Fets interessants
- El meridià que passava per l'observatori Monte Mario (situat a 12° 27' 0,9"a l'est de Greenwich) es va utilitzar com a meridià de Greenwich ("zero") per a mapar Itàlia, creant així el seu propi sistema de coordenades geogràfiques. Aquest sistema de coordenades es va utilitzar fins als anys 60.[2]